# Gazankulu
Gazankulu – bantustan dla Shaanganów, ze stolicą w Giyani, utworzony w 1971. Gazankulu zamieszkiwało 955 000 ludzi, jego powierzchnia wynosiła 7 484 km².

## Przywódcy Gazankulu
- Hudson William Edison Ntsanwisi (1971–1993)
- Edward Mhinga (1993) (tymczasowo)
- Samuel Dickenson Nxumalo (1993–1994)